# 池田重寛
池田 重寛（いけだ しげのぶ）は、江戸時代中期から後期の大名。因幡鳥取藩の第5代藩主。幼名、勝五郎。初名は仲繆（なかみつ）、重繆（しげみつ）。官位は従四位下、侍従、相模守、左近衛少将。

## 経歴
江戸藩邸で生まれる。延享4年（1747年）に父・宗泰が死去した時、勝五郎はわずか2歳であったため、家臣団は若桜藩3代藩主池田定就に相続させ、勝五郎をその養嗣子とすることを幕府に願い出た。しかし、幕府は生母桂香院の実家が紀州徳川家で（当時の将軍家の出身藩でもある）、初代鳥取藩主池田光仲が幼少で家督相続をしていることを理由に勝五郎の相続を認めた（勝五郎はやがて仲繆と名乗るが、「仲」の字は光仲に由来している）。
宝暦7年（1757年）、藩校・尚徳舘を開いた。宝暦8年（1758年）、琴姫（紀州藩7代藩主徳川宗将の二女）と婚約する。しかし、琴姫は同年に死去した。宝暦9年（1759年）、9代将軍徳川家重の面前で元服、家重の偏諱を受け重繆（のち重寛）に改名。従四位下を叙任する。
幼少で藩主となったため、母・桂香院が後見し藩政を運営した。重寛が長じて後も、桂香院は藩政への影響を保ち続けた。明和3年（1766年）、正室・律姫と婚姻する。律姫は同年、鳥取藩江戸藩邸で死去した。のち、継室に仲姫を迎える。明和8年（1771年）三男・澄時が支藩の鹿奴藩6代藩主を継ぐ。天明元年（1781年）、長男・治恕が早世する。
天明3年（1783年）10月12日に死去した。享年38。家督を次男・治道が継いだ。法号は岱岳院殿祥雲洪澤大居士。墓地は鳥取藩主池田家墓所。菩提寺は龍峯山興禅寺。
重寛死後の天明5年（1785年）には、四男・澄教が澄時の死去に伴い鹿奴藩7代藩主（仲雅と改名）となった。

## 系譜
- 父：池田宗泰（1717年 - 1747年）
- 母：桂香院（1726年 - 1800年） - 久姫、紀州藩6代藩主徳川宗直の五女
- 正室：律姫 - 清涼院、桑名藩主松平忠刻の次女
- 継室：仲姫（1751年 - 1779年） - 聖諦院、田安宗武の四女
- 側室：村上氏
  - 三男：池田治道（1768年 - 1798年）
  - 四男：池田澄時（1769年 - 1785年）
- 側室：浅井氏
  - 五男：池田駒吉
  - 女子：絲子 - 伊渡子、池田斉政正室
  - 女子：本姫 - 松平信成正室
  - 六男：池田仲雅（1780年 - 1841年） - 池田澄時の養子
- 生母不明の子女
  - 長男：池田治恕（1765年 - 1781年）
  - 次男：池田安次郎